# Park So-jin
Park So-jin, (hangul: 박소진; sinh ngày 21 tháng 5 năm 1986)  là nữ ca sĩ, nhạc sĩ người Hàn Quốc, trưởng nhóm của nhóm nhạc nữ Hàn Quốc Girl's Day.

## Tiểu sử
Sojin sinh ngày 21 tháng 5 năm 1986, tại Daegu, Hàn Quốc. Cô từng theo học Lee Hyun Elementary School, Seojin Middle School and Kyungduk Girls' High School. Giờ cô đang theo học chuyên ngành kỹ thuật cơ khí tại trường đại học Yeungnam.

## Sự nghiệp
Trước khi ra mắt, Sojin đã làm việc như một huấn luyện viên thanh nhạc cho K-pop boy band Ulala Session.
Ngày 07 Tháng bảy 2010, Sojin ra mắt như là một thành viên của Girl's Day trên KBS Music Bank với single debut, Tilt My Head. [3]
Ngày 09 tháng 1 năm 2011, Sojin phát hành single solo đầu tiên của mình cho các Flames of Desire OST, "Our Love Like This". [4]
Ngày 19 Tháng Tư năm 2012, Girls Day đã trở lại với mini album Everyday II. Album bao gồm các bài hát "Thần giao cách cảm", được sáng tác bởi Sojin. Trên cùng một năm, Sojin và một nhà soạn nhạc nam đã viết bài hát "Đó là tuyết" Tokyo Girl. Ca khúc này sau đó được phát hành vào ngày 7. [5]
Ngày 14 tháng 3 năm 2013, Girls Day phát hành album Expectation độ dài đầy đủ. Sojin đã viết ca khúc intro "Cô gái của Ngày Thế giới," và cùng viết lời cho ca khúc "I Do not Mind" với các thành viên của mình. Vào ngày 15 tháng 10, Girls Day phát hành bài hát "Let's Go", được viết và sáng tác bởi Sojin.
Vào ngày 02 tháng 3 năm 2014, Sojin hợp tác với nghệ sĩ hip hop Crucial sao trên một phiên bản làm lại của bài hát của Park Hye Kyung của "Ba điều tôi muốn để cho các bạn". [6]
Ngày 30 tháng 1 năm 2015, Sojin lồng tiếng cho "Dizzy Dizzy" cho phần 2 của bộ phim cuối tuần của đài SBS cô 'The Family Is Coming' (Family Outing) OST.

## Những ảnh hưởng
Sojin nói rằng ảnh hưởng lớn nhất của cô trong cuộc sống là Uhm Jung-hwa. Bà mô tả mình như là một nhà lãnh đạo lâu năm của thế hệ mình những người cho thấy biểu cảm phong phú và sâu sắc. [7]

## Truyền hình

### Điện ảnh
| Năm  | Phim                  | Vai diễn      | Kênh      | Ghi chú              |
| ---- | --------------------- | ------------- | --------- | -------------------- |
| 2011 | I Trusted Him         | Cameo         | MBC       |                      |
| 2014 | The Greatest Marriage | Lee Yoo-ri    | TV Chosun | Supporting Character |
| 2015 | The Family Is Coming  | Choi Dong-joo | SBS       | Supporting Character |

### Phim truyền hình
| Năm  | Tên phim                 | Tên tiếng Hàn | Kênh phát sóng | Vai diễn  | Ghi chú | Tham khảo |
| ---- | ------------------------ | ------------- | -------------- | --------- | ------- | --------- |
| 2022 | Sao băng (Sh**ting Star) | 별똥별        | tvN            | Jo Ki-bum | Vai phụ | [ 2 ]     |

### Chương trình truyển hình
| Năm  | Chương trình                                        | Kênh        | Ghi chú                                              |
| ---- | --------------------------------------------------- | ----------- | ---------------------------------------------------- |
| 2010 | The Beatles Code                                    | Mnet        | Guest with Minah                                     |
| 2011 | 1000 Song Challenge                                 | SBS         | Guest with Minah                                     |
| 2011 | Weekly Idol                                         | MBC Every1  | Guest with Jihae, Yura, Minah and Hyeri              |
| 2012 | 1 vs 100                                            | KBS         | Guest with Minah                                     |
| 2012 | Weekly Idol                                         | MBC Every1  | Guest with Yura, Minah and Hyeri                     |
| 2013 | Lunar New Year's Special: Showdown! Idol Gayo Stage | KBS         | Guest with Minah                                     |
| 2013 | Star King                                           | SBS         | Guest with Hyeri                                     |
| 2013 | Weekly Idol                                         | MBC Every1  | Guest with Yura, Minah and Hyeri                     |
| 2013 | Hidden Singer 2                                     | JTBC        | Guest                                                |
| 2014 | Star King                                           | SBS         | Guest with Hyeri                                     |
| 2014 | Weekly Idol                                         | MBC Every1  | Guest with Yura, Minah and Hyeri                     |
| 2014 | Full House                                          | KBS2        | Guest with Minah                                     |
| 2014 | Hello Counselor                                     | KBS2        | Guest with Minah                                     |
| 2014 | Idol School                                         | MBC         | MC                                                   |
| 2014 | Quiz to Change the World                            | MBC         | Guest with Yura                                      |
| 2015 | Running Man                                         | SBS         | Guest in Episode 233 (winner along with Gary & Haha) |
| 2015 | King of Masked Singer                               | MBC         | Guest                                                |
| 2015 | Escape Crisis No. 1                                 | KBS2        | Guest with Yura and Minah                            |
| 2015 | Hello Counselor                                     | KBS2        | Guest with Yura                                      |
| 2015 | After School Club                                   | Arirang     | Guest with Yura, Minah and Hyeri                     |
| 2015 | I Live Alone                                        | MBC         | Guest in Episode 117                                 |
| 2015 | Weekly Idol                                         | MBC Every1  | Guest with Yura và Minah in Episode 210              |
| 2015 | Two Yoo Project Sugar Man                           | JTBC        | Guest with EXID′s Hani, John Park và Mad Clown       |
| 2015 | Happy Together 3                                    | KBS         | Guest on 'Image Makeover' Special                    |
| 2016 | Einstein                                            | SBS         | Guest                                                |
| 2016 | Same Bed, Different Dreams                          | SBS         | Guest on Episode 45                                  |
| 2016 | Law of the Jungle                                   | SBS         | Guest for Papua New Guinea trip                      |
| 2016 | Let Me Home                                         | tvN         | MC                                                   |
| 2016 | Healing Camp                                        | SBS         | Guest on Episode 218                                 |
| 2016 | Problematic Men                                     | tvN         | Guest on Episode 63                                  |
| 2016 | Two Yoo Project Sugar Man                           | JTBC        | Guest                                                |
| 2016 | I'm a Movie Director too!                           | Channel CGV | Guest                                                |

## Danh sách các đĩa nhạc
| Năm  | Bài hát                           | Nghệ sĩ                             | Album                               | Kéo dài |
| ---- | --------------------------------- | ----------------------------------- | ----------------------------------- | ------- |
| 2011 | "Our Love Like This"              | Sojin                               | Flames of Desire OST                | 3:57    |
| 2011 | "Bum Bum Bum"                     | Sojin feat. Song Ho-bum             | Kwak Tae-hoon Project Album 4th     | 3:21    |
| 2013 | "In the Summer"                   | Sojin feat. Zizo                    | Deux 20th Anniversary Tribute Album | 4:21    |
| 2013 | "I Want to Turn Back Time"        | Sojin                               | Passionate Love OST                 | 4:02    |
| 2014 | "Three Things I Want to Give You" | Crucial Star feat. Sojin            | Single                              | 4:00    |
| 2014 | "Finale"                          | Sojin & Dok2                        | Single                              | 3:51    |
| 2015 | "On Rainy Days"                   | Kim Taebum (Party Street) and Sojin | Single                              | 3:37    |
| 2015 | "Ajjil Ajjil"                     | Sojin                               | Family Outing OST                   | 3:27    |
| 2015 | "I Am Korea"                      | Various Artists                     | I Am Korea Theme Song               | 3:40    |
| 2015 | "It Hurts"                        | Sojin & Zico                        | Mask OST                            | 3:47    |
| 2015 | "Everyday With You"               | Sojin                               | Reply 1988 OST                      | 3:16    |